# Saluzzo
Saluzzo (oficialment i en italià) o Saluça en català (Salusse en piemontès i Saluças en occità) és un municipi de la província de Cuneo, a la regió del Piemont, Itàlia.
Avui en dia manté les glòries que li donaren els nobles en la seva època com a Marquesat de Saluzzo i continua exercint com a petita capital de referència per a les ciutats veïnes, concentrant hospitals, tribunals, escoles, estació de tren i recinte firal.

## Personatges il·lustres
- Vittorio Arimondi (1861-1928) baix cantant.
- Giambattista Bodoni (1740-1813) editor i tipògraf.
- Michele Todini